# Frauengefängnis (1950)
Frauengefängnis (Originaltitel: Caged) ist ein US-amerikanischer Film noir von John Cromwell aus dem Jahre 1950. Der Film kam am 2. November 1951 in die deutschen Kinos und wurde in Deutschland auch unter dem Titel Verlorene Frauen vertrieben.

## Handlung
Die 19-jährige Marie Allen wird ins Staatsgefängnis gebracht. Mit ihrem Ehemann hatte sie eine Tankstelle überfallen, ihr Mann starb, sie wurde gefasst. Bei der medizinischen Untersuchung stellt sich heraus, dass Marie schwanger ist. Die Leiterin des Wachpersonals Ruth Benton schickt sie als Aufseherin in die Wäscherei. Die Wächterin Evelyn Harper vergibt gegen Geld Vergünstigungen. Als sie herausfindet, dass Marie kein Geld hat, lässt sie sie die Zellen putzen. 
Marie lernt Smoochie, Kitty Stark und Claire kennen, die der Überzeugung sind, die meisten Frauen säßen – wie Marie – wegen ihrer Männer ein. Im Verlauf ihrer Schwangerschaft wird Marie krank. Sie hofft, da sie bei der Geburt des Babys noch im Gefängnis ist, dass ihre Mutter und ihr Stiefvater sich bis zu ihrer Entlassung um das Kind kümmern. Kitty schlägt Marie vor, ihre Ladendiebstahlmasche zu versuchen, wenn sie draußen ist. Doch Marie lehnt ab. Eine der Gefangenen erleidet einen Nervenzusammenbruch. Eine andere, June, erhängt sich, als man ihr die Bewährung versagt. Marie begibt sich ins Krankenlager. Der Arzt beklagt sich über die dortigen Verhältnisse. Ruth Benton beantragt ein höheres medizinisches Budget. Zudem bekommt sie den Sadismus Harpers mit, doch sie kann nichts tun, weil diese Einfluss bei den Vorgesetzten hat. Bentons Anträge, Lehrer und Psychologen einzustellen, werden abgelehnt.
Maries Mutter lehnt es ab, das Baby aufzunehmen. Das Kind wird zur Adoption freigegeben. Marie hat einen Termin beim Bewährungsausschuss, und obwohl Ruth Benton sie unterstützt, wird ihre Bewährung abgelehnt. In der Zwischenzeit wird Elvira Powell, eine Feindin von Kitty, ins Gefängnis gebracht. Schnell schmeichelt Elvira sich bei Harper ein. Sie versucht Marie für einen Callgirlring zu gewinnen, doch Marie bleibt bei Kitty, die ihr Angebot erneuert hat. Kitty zeigt Marie verschiedene Techniken, die gelehrige und abgehärtete Marie zeigt, wie leicht es ist, einen Ladendetektiv zu übertölpeln. Elvira schlägt Harper vor, Benton davon zu unterrichten, dass Kitty Ladendiebe ausbildet. Kitty wird verprügelt und kommt in Einzelhaft.
Marie findet ein verirrtes Kätzchen. Harper will das Tier fortschaffen, was zu Unruhen unter den Gefangenen führt. Als Gegenmaßnahme streicht Benton alle Vergünstigungen und lässt Marie in Einzelhaft bringen. Harper lässt Maries Kopf scheren, ohne dass Benton davon weiß. Bentons Bemühungen, Harper loszuwerden, werden zu einem Bumerang. Sie wird aufgefordert, ihren Rücktritt einzureichen. Marie kehrt aus dem Krankenlager zurück, als Kitty Harper mit einer Gabel tötet. Marie ist verzweifelt und will mit aller Macht aus dem Gefängnis. Sie bittet sogar Elvira um Hilfe und wird tatsächlich freigelassen. Benton hat es nicht geschafft, ihre geplanten Reformen durchzusetzen. Als Marie das Gefängnis verlässt, fordert sie ihre Sekretärin auf, die Karteikarte bereitzuhalten. Sie ist sicher, dass Marie zurückkehren wird.

## Kritik
„Zynische Kritik an den unzulänglichen Methoden des Strafvollzugs, melodramatisch, aber packend dank schauspielerischer Spitzenleistungen.“

## Auszeichnungen
Oscarverleihung 1951
- Nominierung in der Kategorie Beste Hauptdarstellerin für Eleanor Parker (Gewinner:Judy Hollyday in Die ist nicht von gestern)
- Nominierung in der Kategorie Beste Nebendarstellerin für Hope Emerson (Gewinner: Josephine Hull in Mein Freund Harvey)
- Nominierung in der Kategorie Bestes Originaldrehbuch für Virginia Kellogg und Bernard C. Schoenfeld (Gewinner: Billy Wilder, Charles Brackett und D. M. Marshman Jr. mit Boulevard der Dämmerung)

Internationale Filmfestspiele von Venedig 1950
- Coppa Volpi an Eleanor Parker als beste Darstellerin
- Nominierung für den Goldenen Löwen für John Cromwell

## Hintergrund
Der Film ist ein Beispiel von Produktplatzierung in früheren Filmen. So sind verschiedene Produkte klar zu erkennen.
Um authentisch recherchieren zu können, verbrachte Virginia Kellogg einige Zeit in einem Frauengefängnis und schrieb dort ihre Erlebnisse nieder. Aus diesen Niederschriften wurde auf Betreiben der Produktionsgesellschaft Warner Bros. das Drehbuch erstellt.
Jan Sterling stand am Anfang ihrer Karriere. Der Film ist ihre zweite Rolle.
Unter dem Titel Frauengefängnis erschienen in Deutschland folgende Filme: Prison de Femmes (Frankreich, 1958) von Maurice Cloche und Femmes on Cage (Schweiz, 1975) von Jess Franco.